# Dylan Rieder
Pour les articles homonymes, voir Rieder.
Dylan Rieder, né le 26 mai 1988 à Westminster et mort le 12 octobre 2016 à Duarte aux États-Unis, est un skateur professionnel et un mannequin américain, ayant également joué quelques rôles au cinéma.

## Biographie
Il commence le skateboard à l'âge de 9 ans, et attire l'attention des professionnels dès 2000. Il devient professionnel lui aussi en 2006, à 18 ans.
Dylan Rieder meurt des suites d'une leucémie, à l'hôpital City of Hope National Medical Center, et est considéré comme l'un des skateurs les plus influents de sa génération,.

## Filmographie
- 2003 : Grind de Casey La Scala : deuxième enfant
- 2006 : Transworld - A Time To Shine
- 2006 : Thrasher - Shotgun
- 2009 : Alien Workshop - Mind Field
- 2010 : Gravis - Dylan.
- 2013 : Huf - Stoops Euro Tour
- 2014 : Huf The Dylan
- 2014 : Supreme - Cherry
- 2015 : Boys Of Summer